# 鲁夫尔苏梅伊
鲁夫尔苏梅伊（法語發音：[ʁuvʁ su mɛji]，意为“梅伊下方的鲁夫尔”）是法国科多尔省的一个市镇，属于博讷区。该市镇总面积4.43平方公里，2009年时的人口为100人。

## 地名
该地名“鲁夫尔苏梅伊”（Rouvres-sous-Meilly）的意思为“梅伊下方的鲁夫尔”，而梅伊全称“梅伊叙鲁夫尔”（Meilly-sur-Rouvres，意为“鲁夫尔上方的梅伊”），与本地地名对仗，且两地在地理位置上也相邻。

## 地理
鲁夫尔苏梅伊（47°12'41"N, 4°34'19"E）面积4.43 平方千米，位于法国勃艮第-弗朗什-孔泰大區科多尔省，该省份为法国中东部省份，北起奥布省，西接涅夫勒省和约讷省，南至索恩-卢瓦尔省，东南接汝拉省，东临上索恩省，东北部与上马恩省接壤。
与鲁夫尔苏梅伊接壤的市镇（或旧市镇、城区）包括：马孔日、沙济伊、梅伊叙鲁夫尔、圣萨比娜、欧苏瓦地区旺德内斯。
鲁夫尔苏梅伊的时区为UTC+01:00、UTC+02:00（夏令时）。

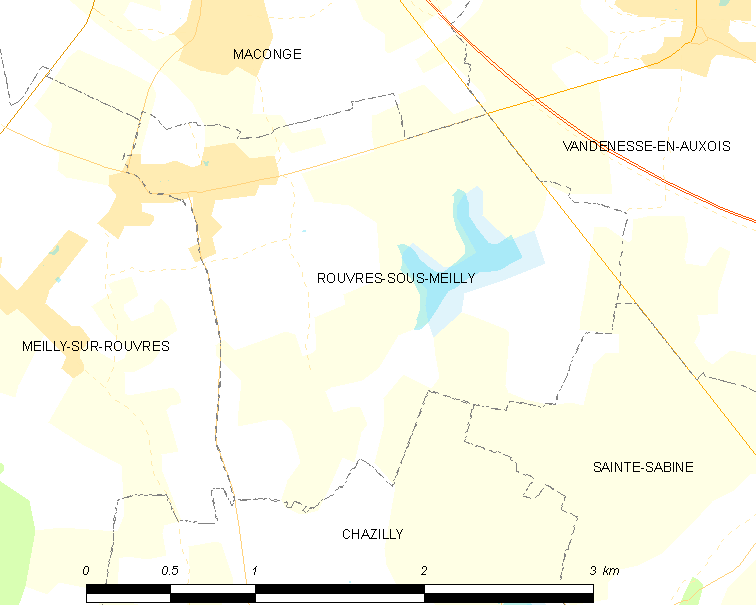
鲁夫尔苏梅伊的OSM定位图

## 行政
鲁夫尔苏梅伊的邮政编码为21320，INSEE市镇编码为21533。

## 政治
鲁夫尔苏梅伊所属的省级选区为阿尔奈勒迪克县。

## 人口

1962-2008年间鲁夫尔苏梅伊人口变化图示

鲁夫尔苏梅伊于2022年1月1日时的人口数量为85人。